# Берзаска
Берзаска (рум. Berzasca) — село у повіті Караш-Северін в Румунії. Адміністративний центр комуни Берзаска.
Село розташоване на відстані 329 км на захід від Бухареста, 72 км на південь від Решиці, 136 км на південний схід від Тімішоари.

## Населення
За даними перепису населення 2002 року у селі проживали 1490 осіб.
Національний склад населення села:
| Національність | Кількість осіб | Відсоток |
| -------------- | -------------- | -------- |
| румуни         | 1308           | 87,8%    |
| чехи           | 154            | 10,3%    |
| серби          | 12             | 0,8%     |
| угорці         | 7              | 0,5%     |

Рідною мовою назвали:
| Мова      | Кількість осіб | Відсоток |
| --------- | -------------- | -------- |
| румунська | 1351           | 90,7%    |
| чеська    | 124            | 8,3%     |
| сербська  | 5              | 0,3%     |